# Paco Ortega
Antonino Martínez Ortega (Úbeda, Jaén, 28 de octubre de 1957), conocido artísticamente como Paco Ortega, es un cantante, compositor, productor y empresario español, especializado en pop y flamenco.
Reflotó el estudio de grabación Musigrama, mítico templo de grabación de la música en España. Creó la compañía discográfica 'El Pescador de Estrellas', el sello discográfico 'Libertad 8' para la edición de nuevos cantautores, el sello “Discos Musigrama” y el sello "Dulcimer Songs" para producto de tipo medio. Es gerente de la productora 'Dulcimer Songs' y cofundador de 'Flamenco 2000'. Y es inventor y promotor, junto a Jesús Bola y Alejandro Sanz, de la familia de guitarras 'F Home Studio', únicas en el mundo.

## Biografía

### Inicios
Nació en el municipio andaluz de Úbeda. Siendo joven, se trasladó junto a su familia a Madrid. Estudió Biblioteconomía en la Universidad Carlos III de Getafe, Madrid. En 1974 grabó su primer álbum, La vida tiene solución, para la casa Dial Discos S.A. Posteriormente, para esta misma compañía, grabó Abolición (álbum colectivo) y Una canción de amor (single). Desde entonces, ha desarrollado una intensa carrera como cantante, compositor, editor y productor, especializado en el pop y el flamenco.

### Cantante
Como cantante desarrolló una intensa actividad en solitario y dentro del dúo Paco Ortega e Isabel Montero, que conoció la fama a finales de la década de 1980 y principios de los años 90. A partir de 1992 inició su carrera de cantante en solitario como Paco Ortega.  
Ha grabado los siguientes discos: La vida tiene Solución (Dial Discos, 1978), Primera Antología de cantautores andaluces (Ariola), Paco Ortega e Isabel Montero (1987), Contracorriente (1989) y Sígueme (EMI/Hispavox, 1991); La magia del barro (PolyGram Ibérica, 1994), Calaíto hasta los huesos (Warner, 1998), Ven acá pacá (Globomedia Música, 2004). Sobreviviré (B.S.O.) —la banda sonora más vendida en la historia del cine español que incluye la canción Sobreviviré, que da título a la película—, (Dulcimer/Alía, 2000), En nombre de la Rosa (álbum colectivo en homenaje al grupo Triana; Fonomusic, 2000), y I love you baby, (B.S.O.; Dulcimer/Hispavox, 2001), Atraco a las tres y media (B.S.O.; Warner), Cleopatra (B.S.O. de Eduardo Mignonga; Dulcimer Songs), Vida y Color (B.S.O. de Santiago Tabernero; Dulcimer Songs). Los más recientes: El éxito de todos mis fracasos, (Dulcimer, 2009) —sobre poemas de Ángel González—,  Baila por mi (Dulcimer Songs, 2013), y Canciones sin prisa ( Dulcimer Songs, 2019).

### Compositor
Han grabado sus canciones numerosos artistas. Entre ellos: Camarón de la Isla y Paco de Lucía, Pata Negra, Diego el Cigala, Clara Montes, Manzanita, Joaquín Sabina, Niña Pastori, Estrella Morente, Mónica Molina, Los del Río, Los Chichos, Paloma San Basilio, Massiel, Lolita, Ana Belén, Concha Buika, Rosalía & James Blake, Aziza Brahim, etc.
Creó la banda sonora de la película Sobreviviré de Albacete & Menkes, protagonizada por Emma Suárez y Juan Diego Botto. Asimismo sus canciones han sido incluidas en diferentes películas: Celos, Lisboa, Novios, I love you, baby o Atraco a las tres... y media. por esta última fue nominado a los Goya a la mejor canción original en el 2004, Canciones de amor en Lolita´s Club, Por un puñado de besos,  Viaje al cuarto de una madre, Sanfelices (película de 2019).

### Productor
Como productor, ha sido responsable de la carrera discográfica de Niña Pastori a quien ya produjo sus dos primeros álbumes: Entre dos puertos y Eres luz. Fue el autor y compositor de su gran éxito Tú me camelas. También puso en el mercado el primer álbum de Diego El Cigala y es autor de su primer éxito Undebel. Otra artista a la que produjo fue a Nuria Fergó, en concreto su primer trabajo discográfico Brisa de esperanza, con el que vendió más de 300 000 copias. Lanza la carrera de unas prometedoras artistas, dos voces únicas y diferentes: Las Melli. Produce entre otros los discos de José Mercé, Manzanita, Las 3000 viviendas, Los chicos del Coro, Mónica Molina, Ingueta el Rubio, Groserías de Chico Pérez, Octavio Sastre, etc.

### Empresario
En marzo de 2003 adquirió la mayoría de acciones del prestigioso estudio de grabación Musigrama, uno de los templos de grabación de la música española, por donde han pasado desde Julio Iglesias y Joan Manuel Serrat, hasta Stevie Wonder, Paco de Lucía, Enrique Morente o Alfredo Kraus.
A principios de 2004 puso en marcha una Compañía Discográfica llamada 'El Pescador de Estrellas', donde dar cabida al nuevo talento y hacer política de sello de artista y de autor. En 2005 puso en el mercado el sello discográfico 'Libertad 8' para la edición de nuevos cantautores y el sello “Discos Musigrama” y "Dulcimer Songs" para producto de tipo medio.
Es asimismo gerente de la productora Dulcimer Songs y cofundador de Flamenco 2000. Inventor y promotor, junto a Jesús Bola y Alejandro Sanz, de la familia de guitarras 'F Home Studio', únicas en el mundo. Muy ligado a sus orígenes andaluces, ha sido director de la canción y el spot "Úbeda en el Corazón" para promocionar su tierra.

## Discografía

### Álbumes de estudio
- 1974: La vida tiene solución (Dial Discos)
- Una canción de amor (Dial Discos)
- 1978: Primera Antología de cantautores andaluces (Ariola Records)
- 1987: Paco Ortega e Isabel Montero (EMI/Hispavox)
- 1989: Contracorriente (Emi/Hispavox)
- 1991: Sígueme (Emi/Hispavox)
- 1994: La magia del Barro (PolyGram Ibérica)
- 1998: Calaíto hasta los huesos (Warner Music Group)
- 2004: Ven acá pacá (Globomedia Música/ Dulcimer Songs)
- 2006: "Paco Ortega Canalla" (Dulcimer Songs)
- 2008: Discografía completa de Paco Ortega e Isabel Montero  (Dulcimer Songs)
- 2009: El éxito de todos mis fracasasos (Dulcimer Songs)
- 2012: Baila por mí (Dulcimer Songs)
- 2014: La Rumba del Mundo que se derrumba (Dulcimer Songs)
- 2015: Perversiones y rarezas (Dulcimer Songs)
- 2019: Canciones sin prisa (Dulcimer Songs)

### Colaboraciones
- 1978: Abolición (Dial Discos)
- 2000: En nombre de la Rosa (Fonomusic)

### Bandas sonoras
- 1999: Sobreviviré (Dulcimer Songs/Alía)
- 2001: I love you, baby (Dulcimer Songs/Hispavox)
- 2003: Atraco a las tres... y media (Warner)
- 2004: Cleopatra (Dulcimer Songs)
- 2005: Vida y color (Dulcimer Songs)
- 2007: Canciones de amor en Lolita´s Club (Dulcimer Songs)
- 2012: Luisa no está en casa (Dulcimer Songs)
- 2014: Por un puñado de besos (Dulcimer Songs)
- 2018: Viaje al cuarto de una madre (Dulcimer Songs)
- 2019: Úbeda en el corazón (Dulcimer Songs)
- 2019: Sanfelices, tema principal (Dulcimer Songs)

## Premios
- Premio Nacional del Ministerio de Cultura (Paco Ortega e Isabel Montero).
- Tercer Premio Festival de la OTI. en 1990.
- Segundo Premio en Tesalónica, Festival de la CEE en 1992.
- Premio de la Música de 1997 en la categoría «Mejor Autor Flamenco».[4]
- Nominado a los premios de la Música de 1998 en las categorías de «Mejor Productor Artístico»” y «Mejor Autor Flamenco».
- Nominado a los premios de la Música de 1999 en las categorías de «Mejor Autor Flamenco» y «Mejor Productor Artístico».
- Premio de la Música de 1999 en la categoría «Mejor Productor Artístico».
- Nominado a los Premios Goya de 2003 en el apartado «mejor canción original” por la canción Atraco a tu corazón de la película Atraco a las tres... y media».[5]
- Nominado en la calidad de «mejor banda sonora» a los Premios Cóndor de Plata argentinos por la película Cleopatra de Eduardo Mignogna.